# Gündenhausen
Gündenhausen ist ein Wohnquartier der südbadischen Stadt Schopfheim. Das Dorf liegt westlich der Schopfheimer Altstadt und wurde bereits 1809 eingemeindet.

## Geschichte

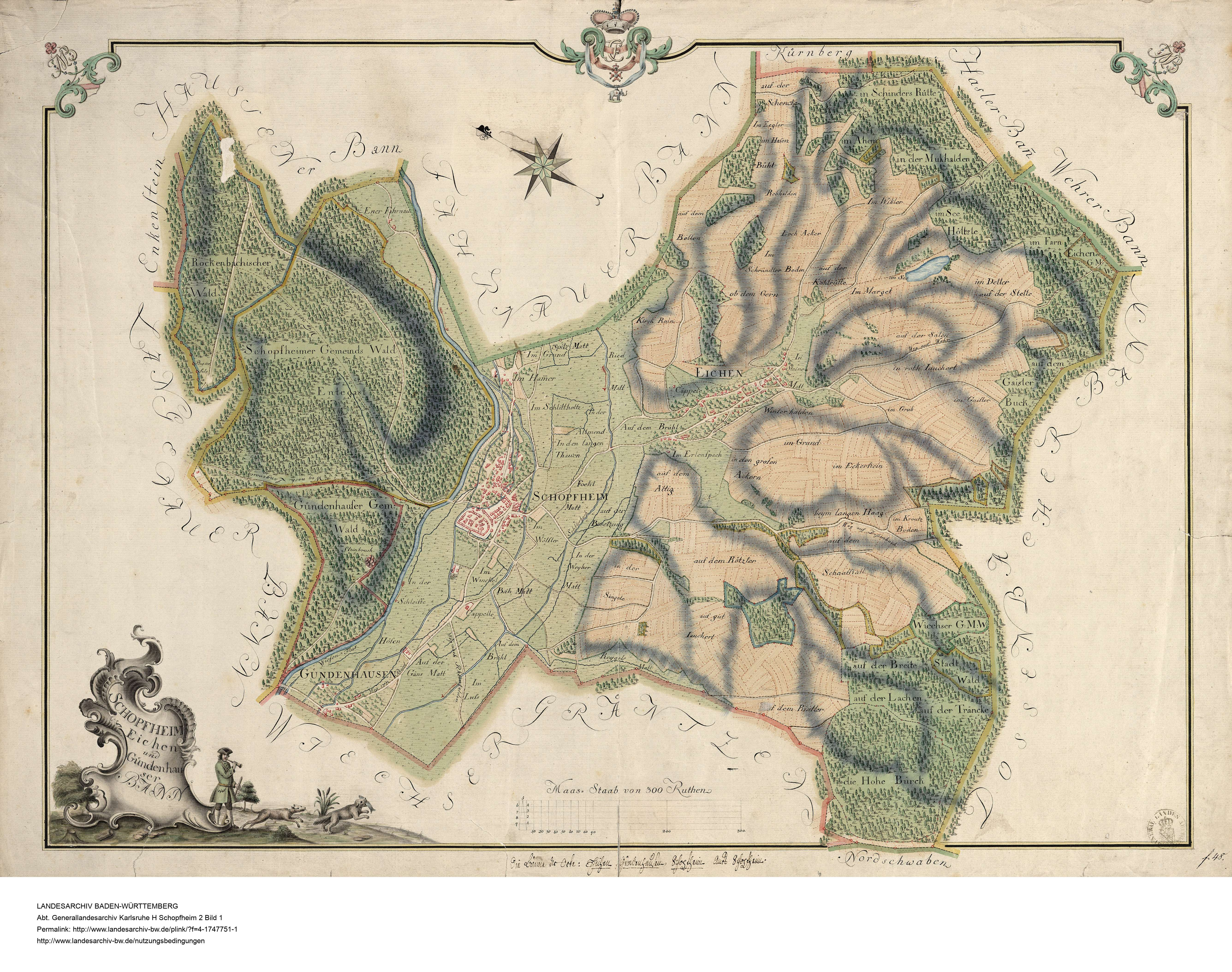
Gemarkungen Schopfheim und Gündenhausen um 1780

Der Ort wird unter dem Namen Gundihusin im Jahr 1186 erstmals erwähnt. Das entsprechende Schriftstück ist jedoch gefälscht, sodass fraglich ist, ob dies als urkundliche Erwähnung gelten kann.
Das Dorf Gündenhausen ist schon damals eng mit Schopfheim verbunden gewesen, sodass Gündenhausen höchstwahrscheinlich auch durch die Herren von Kienberg an das Kloster St. Blasien kam. 1278 ist bei Gündenhausen Besitz der Herren von Rotenberg, einer Seitenlinie der Herren von Rötteln erwähnt. Diese Erwähnung geschah im Zuge einer Schenkung dieses Besitzes an das Kloster St. Blasien. Bereits im Jahr 1394 werden Gündenhausen, Enningen (Wüstung in Wiechs), Wiechs, Eichen und Ehner-Fahrnau als Orte der Schopfheimer Vogtei genannt. Aufgrund der damals schon verkehrsgünstigen Lage an der Landstraße zwischen Maulburg und Schopfheim etablierte sich eine Tafernwirtschaft, die mindestens seit den Jahren 1514/1515 bestand. Man vermutet, dass sie der Stadt gehörte, die das Taferngeld an den Markgrafen entrichtete.
Bereits 1809 sollte Gündenhausen nach Schopfheim eingemeindet werden, was aber aufgrund von wirtschaftlichen Vorbehalten beider Seiten erst 1841 definitiv erfolgte. Die Lage an der Mündung des Kleinen Wiesentals hatte zur Folge, dass eine Pferdewechselstation und eine Mühle die umliegenden Orte versorgte.

## Wirtschaft und Infrastruktur

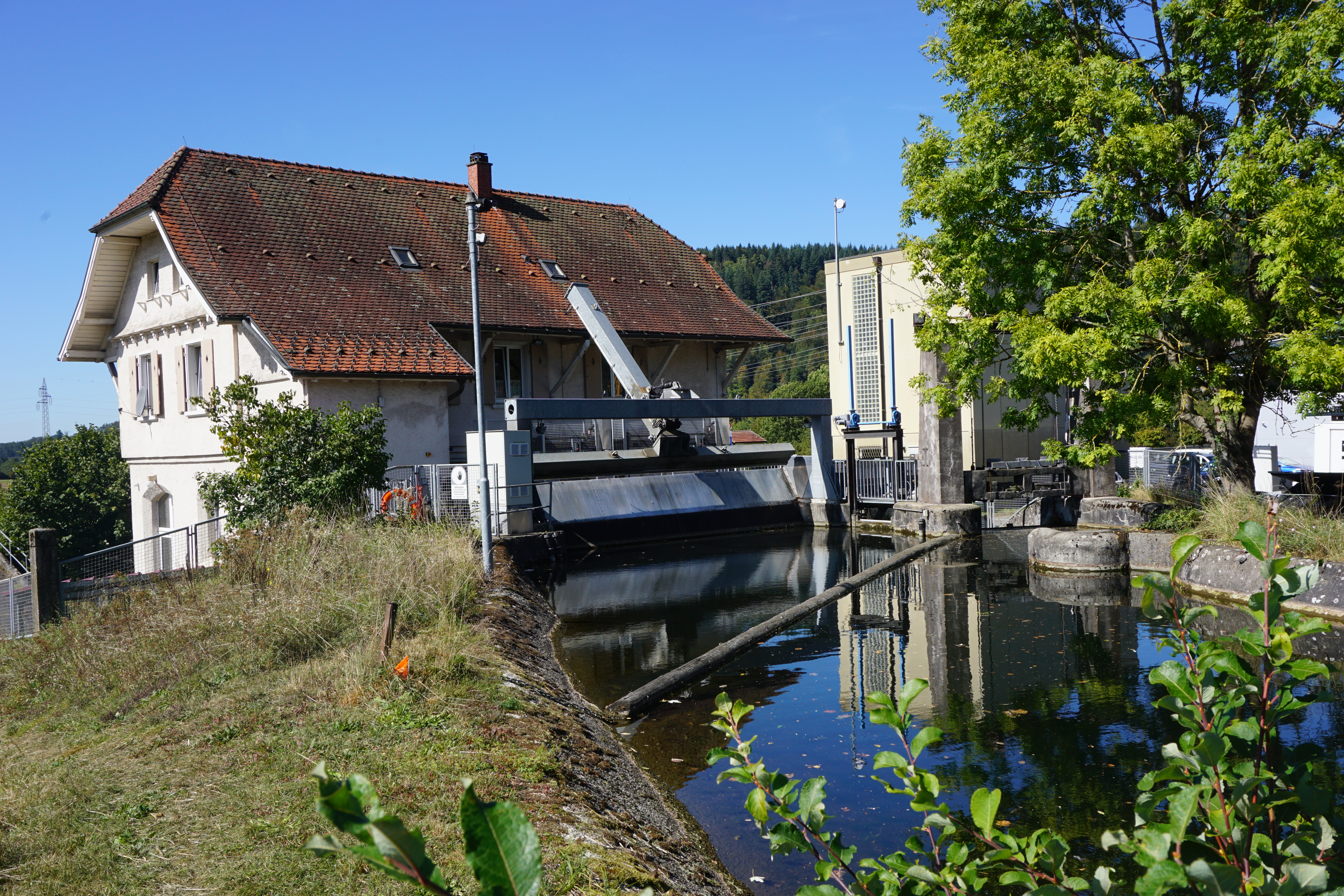
Heutiges Kraftwerk an der Gündenhausener Mühle

Gündenhausen liegt aufgrund seiner Lage an Verkehrsachsen, die durch das Wiesental und in das Kleine Wiesental führen. Durch den Ort führen sowohl die L139 ins Kleine Wiesental als auch die L139 in Richtung Maulburg. Über die L139 besitzt Gündenhausen einen Anschluss an die B317. Seit dem 9. Dezember 2007 hat Gündenhausen zudem mit der Haltestelle Schopfheim West einen Anschluss an die Wiesentalbahn.
Durch diverse Gewässer wie die Wiese, den Schlierbach und den Gewerbekanal siedelte sich schon früh Industrie an. Heute sind diverse Unternehmen in Gündenhausen ansässig.